# Yves Cormier
 (février 2024).
Si vous disposez d'ouvrages ou d'articles de référence ou si vous connaissez des sites web de qualité traitant du thème abordé ici, merci de compléter l'article en donnant les références utiles à sa vérifiabilité et en les liant à la section « Notes et références ».
 (février 2024).
Yves Cormier, né en 1962 à Moncton, au Nouveau-Brunswick, est un universitaire et un auteur canadien spécialiste de l’Acadie.

## Biographie
Titulaire d’une maîtrise de l’Université Laval de Québec et d'un doctorat de l'Université de Sherbrooke, professeur d’études françaises à l’Université Sainte-Anne, en Nouvelle-Écosse, Yves Cormier est surtout connu pour son Dictionnaire du français acadien.

## Ouvrages publiés
- Les Aboiteaux en Acadie. Hier et aujourd'hui, Chaire d'études acadiennes, Moncton, 1990, 111 p.  (ISBN 292116602X).
- Grandir à Moncton, Éditions d'Acadie, Moncton, 1993, 215 p.  (ISBN 2-7600-0236-5).
- L'Acadie d'aujourd'hui. Guide des provinces maritimes francophones, Éditions d'Acadie, Moncton, 1994, 293 p.  (ISBN 2-7600-0252-7).
- Dictionnaire du français acadien, Fides, Montréal, 1999, 440 p.  (ISBN 2-7621-2166-3).

## Distinctions
- 1991 : Prix France-Acadie pour Les Aboiteaux en Acadie.